# 五十嵐豪
五十嵐 豪（いがらし ごう、1986年1月17日 - ）は、東京都府中市出身の料理研究家。株式会社フードクリエイティブファクトリー代表取締役。

## 来歴
1986年、専修大学経営学部に入学。飽き性の性格もあり、企業就職に向かないことに気づき、たまたまテレビに出ていたという栗原はるみに強く憧れ、料理研究家を目指す。在学中からフードコーディネーターの学校へ通い、4年次に所持金4万円で料理研究家として起業。
大学卒業後、料理番組への出演の他、料理に関するコンサルティングやレシピ提案、サントリーの第三のビール「金麦」のイメージキャラクターとしての活動を手がけ、2007年に食に関するデジタルマーケティングを展開する「株式会社フードクリエイティブファクトリー」を個人事業として創業（2009年に法人化）。各種ウェブサイトなどに料理動画・レシピを提供しているほか、レシピサイト／オウンドメディアの製作にも携わっている。
料理研究家としては個人としての出演の他、夫人で料理研究家の五十嵐ゆかりと共に「五十嵐夫妻」としても活動を行っている。また、冷蔵庫に特定の材料しかない（◯◯しかない）状況下で、どうごはんを食べるかをテーマにしたオリジナル料理「しかない料理」を展開しており、「しかない料理研究家」を自称している。「金麦」関連では「金麦に合う料理」と称して酒のつまみを紹介するウェブサイト「金麦スタイル」の料理コンテンツ製作にも関わっている。
最短で即日レシピと写真を届けるせっかちレシピ制作というユニークなサービスを運営している。

## 商品プロデュース

### 店舗
米米米（こめざんまい）
テレビ朝日「やじうまプラス」の東京駅エキナカみやげランキングで1位に選出される。

### DVD
白百合兄弟のハンサムな食卓
6局でTV放映

## メディア

### 書籍
- 彼女につくってもらいたい恋レシピ : 2ステップで簡単!モテ料理（早川書房 2008年 ISBN 9784152088956）
- 5分でできる!フードコーディネーター豪のgo! go!ベジ+ごはん : おいしい!野菜レシピ140（宝島社 2009年 ISBN 9784796669832）
- 自炊男子 : ウマい&かんたん&安い!みんな大好きメニュー156（大和書房 2010年 ISBN 9784479782100）
- 辛い!けどウマい!つまみ（泉書房 2011年 ISBN 9784862870650）
- 心と身体を整える健康ごちそうスープ（アチーブメント出版 2012年 ISBN 9784905154198）

### テレビ
- 東京MXテレビ「U・LA・LA」に出演。
- 日本テレビ「サタデーバリューフィーバー」に出演。
- 日本テレビ「スッキリ!!」に出演。
- フジテレビ「アナ☆バン」に出演。
- 日本テレビ[3]「Oha!4 NEWS LIVE」に出演。
  - 2010年4月13日、火曜日4時台[4]のコーナー「上田の仕事人名鑑 プロファイル」にて取り上げられる。
  - 2012年2月2日 - 6月19日[5]、第1部5時台のコーナー「Lifeコンシェルジュ」に概ね3週に1度、レギュラー出演。
- BSフジ「We Can☆47」に出演。
  - 『今週のメニュー』コーナーで本人がオススメする料理を紹介する際に不定期出演中。

プロフィールによると日本テレビ「未来創造堂」「オトナの資格」にもフードコーディネーターとして参加。

### 新聞
- 読売新聞
- 朝日新聞（2008年4月3日）
- 産経新聞（2008年1月29日）
本人は産経新聞の子会社産経デジタルが運営する報道サイト「IZA!」で執筆している。

### 雑誌
- 小学館「PS」「CanCam」「AneCan」「小学二年生」
- 講談社「Tokyo一週間」
- 集英社「non-no」
- 光文社「Gainer」
- 文藝春秋「週刊文春」
- 産経新聞「メトロポリターナ」
- リクルート「ニッポンの仕事777」
- ベンチャーオンライン「GAKU+」
- 進研ゼミ
- 東京定番スイーツ
- Poco'ce
- 東京Walker
- R25
- L25
- 主婦と生活社「すてきな奥さん」
- オレンジページ
- ソトコト
- Men's kitchen

### WEB
- サントリー金麦スタイル
- JA「だんだんたんぼ」（閉鎖）
- キャリア・マム「子どもと今日はなに作ろう」
- フジテレビ「フジテレビッツ - ウェイバックマシン（2009年12月24日アーカイブ分）」
- ハウス食品「おつまみブログ」
- 日本食研「宮殿のたれ」
- 読売新聞「ヨミドクター」
- フレシネ「フレシネレシピ」
- 味の素「CookDo」
- Panasonic 「夜のグルメ時間」